# كلايتون مانسفيلد
كلايتون مانسفيلد (بالإنجليزية: Clayton Mansfield)‏ هو رياضي خماسي أمريكي، ولد في 21 مايو 1906 في نوريستاون ‏ في الولايات المتحدة، وتوفي في 9 يناير 1945 في بلجيكا.

## وصلات خارجية
- كلايتون مانسفيلد على موقع أوليمبيديا (الإنجليزية)